# Českotřebovská vrchovina
Českotřebovská vrchovina je geomorfologický podcelek ve východní části Svitavské pahorkatiny, ležící v okresech Ústí nad Orlicí a Svitavy v Pardubickém kraji, v okrese Rychnov nad Kněžnou v Královéhradeckém kraji a v okrese Blansko v Jihomoravském kraji.

## Poloha a sídla

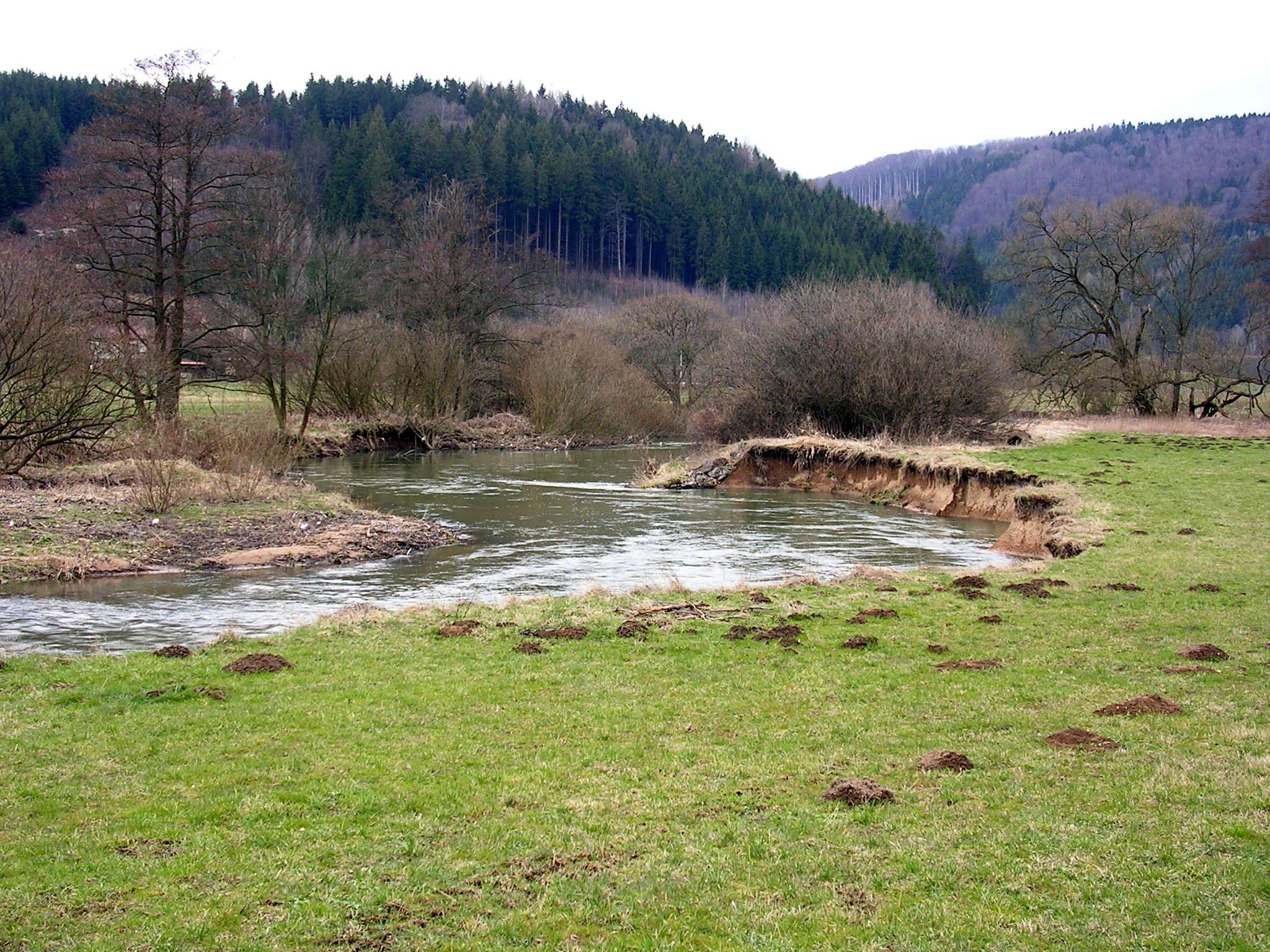
Tichá Orlice u osady Klopoty, vrch Roveň

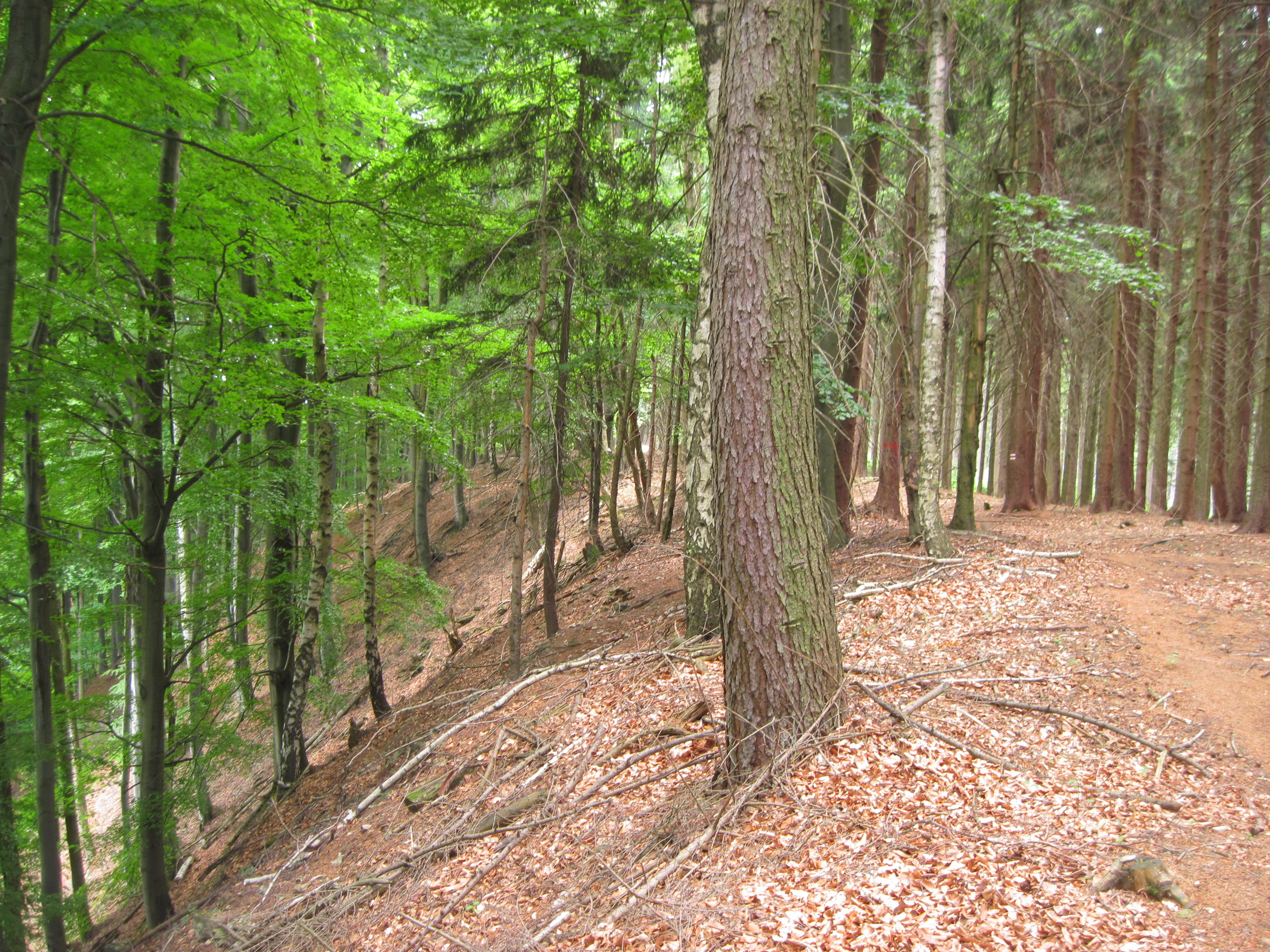
Ostrý zlom kuesty v přírodní rezervaci Rohová

Území podcelku se rozkládá zhruba mezi sídly Kostelec nad Orlicí (na severu), Choceň, Litomyšl a Polička (na západě), Letovice a Olešnice (na jihu), Dolní Dobrouč, Mladějov na Moravě a Březina (na východě). Uvnitř podcelku leží okresní města Ústí nad Orlicí a Svitavy, dále města Česká Třebová a Brandýs nad Orlicí.

## Geomorfologické členění
Podcelek Českotřebovská vrchovina (dle značení Jaromíra Demka VIC–3A) geomorfologicky náleží do celku Svitavská pahorkatina. Dále se člení na tři okrsky: Hřebečovský hřbet (VIC–3A–1) na východě, Ústecká brázda (VIC–3A–2) uprostřed a Kozlovský hřbet (VIC–3A–3) na západě.
Vrchovina sousedí s dalším podcelkem Svitavské pahorkatiny, Loučenskou tabulí na západě, a s celky Orlická tabule na severozápadě, Podorlická pahorkatina na východě, Boskovická brázda na jihu a Hornosvratecká vrchovina na jihozápadě.
Kompletní geomorfologické členění celé Svitavské pahorkatiny uvádí následující tabulka:
| Geomorfologické členění Svitavské pahorkatiny                          | Geomorfologické členění Svitavské pahorkatiny | Geomorfologické členění Svitavské pahorkatiny |
| ---------------------------------------------------------------------- | --------------------------------------------- | --------------------------------------------- |
| ČESKÁ VYSOČINA • Česká tabule • Východočeská tabule                    |                                               |                                               |
| ČESKOTŘEBOVSKÁ VRCHOVINA                                               | Hřebečovský hřbet                             | Roh (661 m)                                   |
| ČESKOTŘEBOVSKÁ VRCHOVINA                                               | Ústecká brázda                                | Rohles (541 m)                                |
| ČESKOTŘEBOVSKÁ VRCHOVINA                                               | Kozlovský hřbet                               | Baldský vrch (693 m)                          |
| LOUČENSKÁ TABULE                                                       | Vraclavský hřbet                              | Na Chlumku (495 m)                            |
| LOUČENSKÁ TABULE                                                       | Novohradská stupňovina                        |                                               |
| LOUČENSKÁ TABULE                                                       | Poličská tabule                               | Modřecký vrch (657 m)                         |
| LOUČENSKÁ TABULE                                                       | Litomyšlský úval                              |                                               |
| CHRUDIMSKÁ TABULE                                                      | Štěpánovská stupňovina                        | Heráně (454 m)                                |
| CHRUDIMSKÁ TABULE                                                      | Hrochotýnecká tabule                          |                                               |
| CHRUDIMSKÁ TABULE                                                      | Heřmanoměstecká tabule                        |                                               |
| PROVINCIE • Subprovincie • Oblast / Celek / PODCELEK • Okrsek • Vrchol |                                               |                                               |

## Významné vrcholy

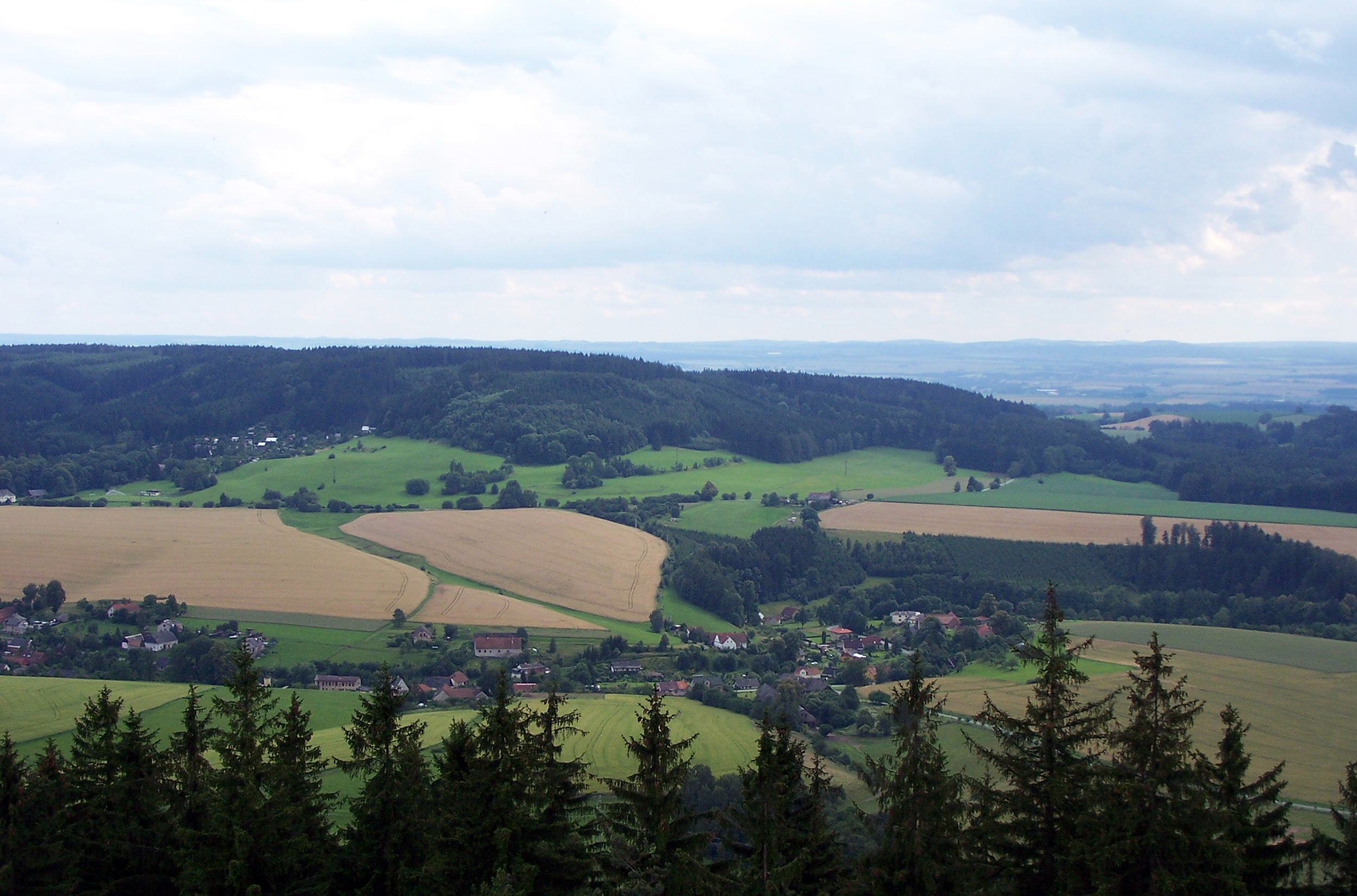
Obec Řetůvka a Řetovský hřbet z rozhledny Andrlův chlum

Nejvyšším bodem Českotřebovské vrchoviny, potažmo celé Svitavské pahorkatiny, je Baldský vrch (693 m n. m.).
V tabulce jsou uvedeny vrcholy s výškou nad 600 m n. m..
| název vrcholu        | výška (m n. m.) | podřazená jednotka |
| -------------------- | --------------- | ------------------ |
| Baldský vrch         | 693             | Kozlovský hřbet    |
| Drašarov             | 687             | Kozlovský hřbet    |
| Sahara               | 685             | Kozlovský hřbet    |
| Poličský vrch        | 672             | Kozlovský hřbet    |
| Roh                  | 661             | Hřebečovský hřbet  |
| Na drahách           | 649             | Kozlovský hřbet    |
| Mladějovský vrch     | 648             | Hřebečovský hřbet  |
| Mirand               | 640             | Hřebečovský hřbet  |
| Hřebcov              | 636             | Hřebečovský hřbet  |
| Hřebečov             | 623             | Hřebečovský hřbet  |
| Chvalka              | 620             | Hřebečovský hřbet  |
| Palice               | 613             | Hřebečovský hřbet  |
| Červená hora         | 607             | Hřebečovský hřbet  |
| Kozlovský kopec      | 604             | Kozlovský hřbet    |
| Nad Zlatou studánkou | 604             | Kozlovský hřbet    |